# Haematopota lasiops
Haematopota lasiops är en tvåvingeart som först beskrevs av H. Oldroyd 1940.  Haematopota lasiops ingår i släktet Haematopota och familjen bromsar.
Artens utbredningsområde är Kenya. Inga underarter finns listade i Catalogue of Life.